# フレッチ登場!/5つの顔を持つ男
『フレッチ登場!/5つの顔を持つ男』（原題：Fletch Lives）は、1989年公開のアメリカのコメディ・ミステリー映画。
グレゴリー・マクドナルドが生み出したキャラクターをもとにして、Leon Capetanosが脚本を書き、マイケル・リッチーが監督した。1985年の映画『フレッチ/殺人方程式』の続編で、前作に引き続き、チェビー・チェイスが主役を務めた。

## 出演
- Irwin "Fletch" Fletcher - チェビー・チェイス
- Hamilton "Ham" Johnson - ハル・ホルブルック
- Becky Culpepper - ジュリアンヌ・フィリップス（英語版）
- Jimmy Lee Farnsworth - R・リー・アーメイ
- フランク・ウォーカー - リチャード・リバティーニ
- ベン・ドーヴァー - ランドール・"テックス"・コッブ（英語版）
- 保安官 - ドン・ブロケット（英語版）
- Calculus Entropy - クリーヴォン・リトル（英語版）
- マーヴィン・ジレット - ジョージ・ワイナー
- アマンダ・レイ・ロス - パトリシア・カレンバー（英語版）
- クー・クラックス・クラン（KKK）の指導者 - ジェフリー・ルイス
- フィル - リチャード・ベルザー
- Bly Bio manager - フィル・ハートマン
- Uncle Kakakis - ティトス・ヴァンディス（英語版）

## 評価
レビュー収集サイトのRotten Tomatoesでは、30人の批評家のうち37％が肯定的で、平均評価は4.6/10である。同サイトの批評家のコンセンサスでは「チェビー・チェイスは、その役において理想的なままですが、映画そのものは、前作のウィットを欠いており、代わりに愚かな変装や安っぽいステレオタイプ、だいたい面白くないギャグに頼っている」と指摘されている。加重平均を用いるMetacriticでは、19人の批評家に基づいて、100点満点中40点のスコアとなり、「混合的または平均的なレビュー」を示している。CinemaScoreによる観客の投票では、A +からFのスケールで平均程度の「B」をつけている。
ロジャー・イーバートは、星4つのうち星1.5を（この映画に）つけた。ロサンゼルス・タイムズ紙は「いくつかのセリフは面白いが、しばらくするとただ彼を叩きたくなってくる」と評価した。

### 興行成績
この映画は初登場1位を飾り、世界興収として3940万ドルを稼いだ。